# Freie Bühne Berlin

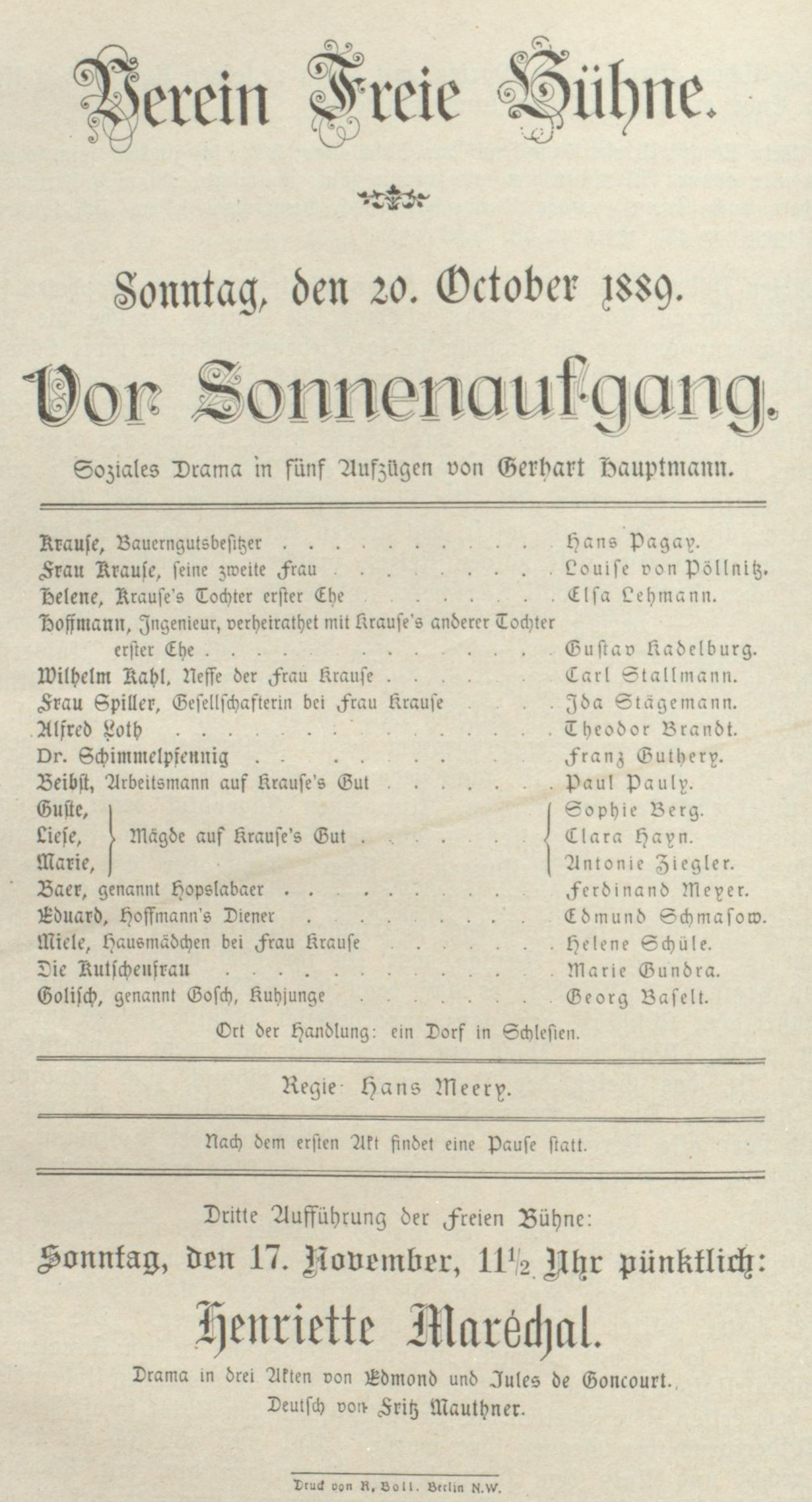
Theaterzettel Vor Sonnenaufgang von 1889

Die Freie Bühne war ein Theaterverein in Berlin von 1889 bis 1909, der vor allem zeitgenössische Stücke aufführte. Er gilt als Wegbereiter des modernen naturalistischen Theaters in Deutschland. Im Umfeld des Vereins wurde 1890 die Monatsschrift Die Freie Bühne gegründet, die bis heute als Die neue Rundschau erscheint.

## Geschichte

### Gründung
Am 5. März 1889 trafen sich zehn Theaterkritiker und Publizisten auf Einladung von Theodor Wolff und Maximilian Harden im Weinhaus Kempinski in Berlin, um den Verein Freie Bühne zu gründen.
Ziel war es, moderne Theaterstücke zeitgenössischer Autoren aufzuführen, die in anderen Theatern nicht gezeigt werden durften. Vorbild war das Théâtre Libre in Paris.
Die Vereinsstruktur wurde gewählt, um die Zensurbestimmungen zu umgehen, was bei geschlossenen Veranstaltungen für Mitglieder möglich war.
Am 5. April erfolgte die Eintragung in das Vereinsregister.
Im Juni veröffentlichten Otto Brahm als Vorsitzender, Paul Jonas als Rechtsbeistand und Samuel Fischer als Schatzmeister einen Aufruf, um neue Mitglieder zu werben.
Uns vereinigt der Zweck, unabhängig von dem Betriebe der bestehenden Theater und ohne mit diesen in einen Wettkampf einzutreten, eine Bühne zu begründen, welche FREI ist von den Rücksichten auf Theatercensur und Gelderwerb.
Es sollen während des Theaterjahres, beginnend vom Herbst 1889, in einem der ersten Berliner Schauspielhäuser etwa zehn Aufführungen moderner Dramen von hervorragendem Interesse stattfinden, welche den ständigen Bühnen ihrem Wesen nach schwerer zugänglich, sind.
Sowohl in der Auswahl der dramatischen Werke, als auch in ihrer schauspielerischen Darstellung sollen die Ziele einer der Schablone und dem Virtuosenthum abgewandten, lebendigen Kunst angestrebt werden.
In dieser Absicht ist der Verein FREIE BÜHNE gestiftet worden, dessen Aufführungen nur den Mitgliedern des Vereins zugänglich sein werden. Sollten Sie geneigt sein, das Unternehmen zu stützen, so ersuchen wir Sie, die inliegende Beitrittserklärung zu vollziehen und uns baldmöglichst, jedenfalls bis zum 30. d. M. zugehen zu lassen.

### Strukturen
Der Verein bestand aus zehn ordentlichen Mitglieder als Vorstand und den außerordentlichen Mitgliedern. Diese waren Theaterschaffende und Publizisten, aber vor allem Rechtsanwälte, Ärzte, Offiziere und weitere wohlhabende Bürger Berlins, vier Fünftel jüdischer Herkunft. Sie hatten das Anrecht auf einen Platz in jeder Aufführung, aber keinen Einfluss auf die künstlerische Leitung.
Ende Juni 1889 konnte der Verein 360 Mitglieder verzeichnen, im November waren es bereits 900.
Im ersten Jahresabschluss 1890 hatten 1025 Mitglieder 25500 Mark eingebracht und als Kassensaldo wurden knapp 3000 Mark als Guthaben auf das zweite Spieljahr übertragen.
Otto Brahm übernahm bald die fast alleinige Entscheidung über Programmauswahl und Inszenierungen.

### Entwicklung bis 1893

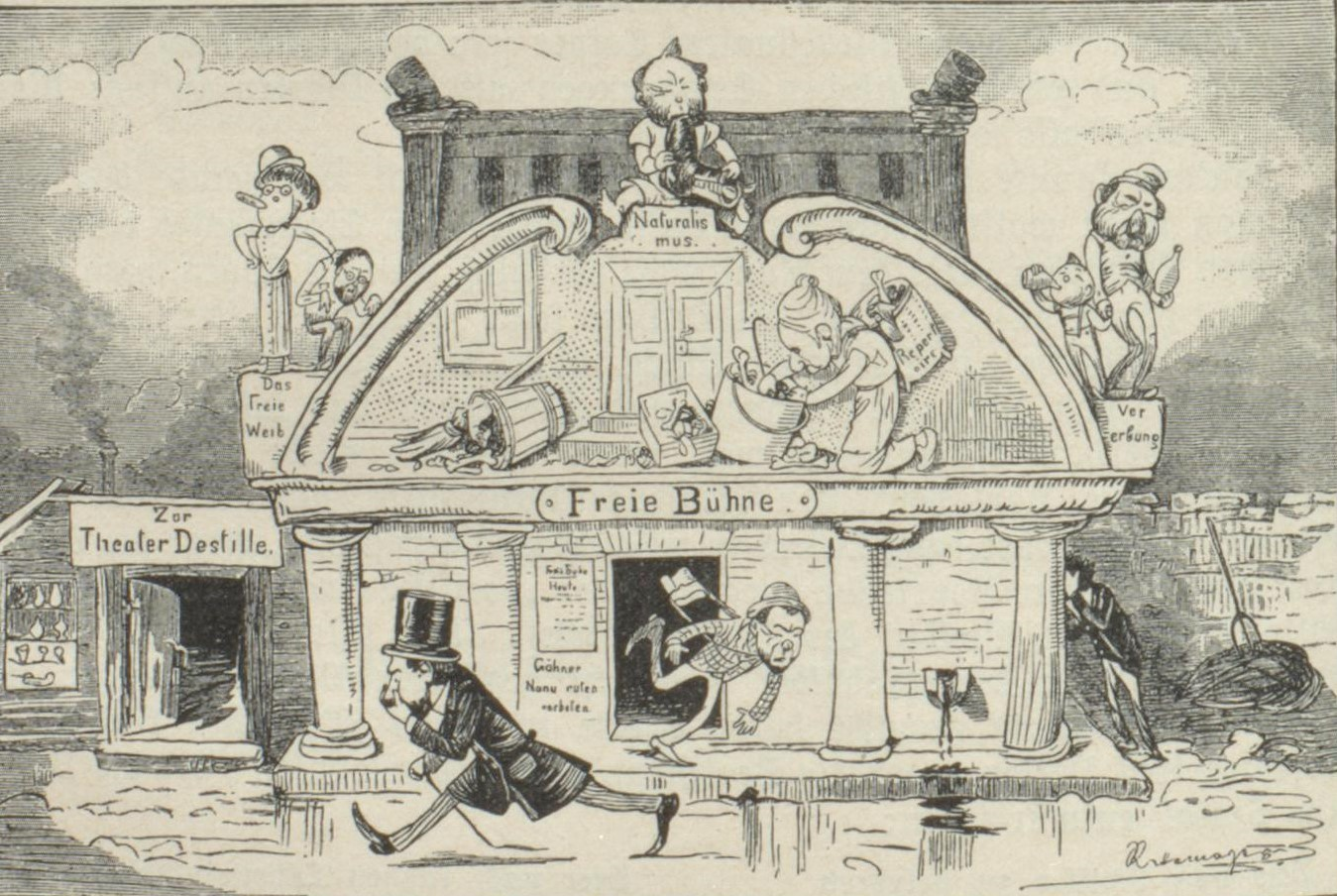
Karikatur von Ernst Retemeyer in Kladderadatsch 1890, zur Aufführung Vor Sonnenaufgang

Schon im Juni kam es zu einem Streit, nach dem die Erstinitiatoren Maximilian Harden, Theodor Wolff und W. Stockhausen den Verein verließen. Fritz Mauthner, Ludwig Fulda und der junge Schriftsteller Gerhart Hauptmann ersetzten die Ausgeschiedenen.
Am 29. September 1889 wurde Gespenster von Henrik Ibsen als erstes Stück der Freien Bühne im Lessing-Theater aufgeführt.
Am 20. Oktober folgte Vor Sonnenaufgang von Gerhart Hauptmann. Dieses verursachte erhebliche Proteste schon bei der Aufführung. Die Aufregung um dieses Stück verschaffte der Freien Bühne eine große Aufmerksamkeit und sicherte durch neue Mitglieder deren wirtschaftliche Existenz.
1890 initiierte das Vereinsmitglied Bruno Wille nach derselben Grundidee einen weiteren Verein Freie Volksbühne. Dieser sollte einkommensschwächeren Mitgliedern den Besuch von qualitativ hochwertigen Theatervorstellungen ermöglichen.

### 1894 bis 1909
1894 übernahm Paul Schlenther die Leitung der Freien Bühne, nachdem Otto Brahm Direktor des Deutschen Theaters geworden war. 1895 wurden Aufführungen auf Grund von neuen verschärften Zensurbedingungen verboten, das Privileg von geschützten nicht öffentlichen Theaterveranstaltungen wurde aufgehoben.
Seit 1897 gab es wieder einige Neuinszenierungen. 1898 übernahm Ludwig Fulda die Leitung des Vereins. Er wandte sich stärker dem lyrischen Theater zu und entfernte sich damit vom ursprünglichen Konzept des Naturalismus. 1901 fand die letzte Neuinszenierung unter seiner Leitung statt.
1909 leitete Otto Brahm noch einmal eine Aufführung der Gespenster von Ibsen zum zwanzigjährigen Bestehen des Vereins in der Fassung von 1889.
Danach hörte der Verein Freie Bühne auf zu bestehen. Das ursprüngliche Konzept des Naturalismus hatte sich schon lange auf den deutschen Bühnen etabliert und auch der Vereinsstatus war nicht mehr nötig, um moderne Dramatik aufführen zu können.

## Aufführungen
Die Freie Bühne inszenierte insgesamt 25 Theaterstücke zwischen 1889 und 1901. Die herausragendsten Vorstellungen waren die Uraufführungen von Vor Sonnenaufgang (1889) und Die Weber (1893) von Gerhart Hauptmann.
Die Schauspieler mussten für jede Inszenierung neu zusammengesucht werden, was wegen der heftigen Kritik an der Freien Bühne in Teilen der Öffentlichkeit zeitweise sehr schwierig war. Die Anfangszeiten der Vorstellungen lagen meist am Mittag, um den Abend für die Vorstellungen der jeweiligen Theater freizuhalten. Angegeben sind die Termine der Premieren, danach gab es weitere Vorstellungen.

### 1889/1890
In der ersten Spielzeit 1889/1890 war der Regisseur Hans Meery, die Leitung hatte Otto Brahm. Gespielt wurde im Lessingtheater (als Gäste).
- Gespenster von Henrik Ibsen, 29. September 1889, 12 Uhr mittags, mit Theodor Lobe, Arthur Kraußneck, Agnes Sorma, Emmerich Robert, Eröffnungsvorstellung[8]
- Vor Sonnenaufgang von Gerhart Hauptmann, 20. Oktober 1889, mit Else Lehmann, Gustav Kadelburg, Uraufführung, mit tumultartigen Reaktionen von Zuschauern, machte den Autor bekannt
- Henriette Maréchal von Jules und Edmond de Goncourt, 17. November 1889, deutsche Erstaufführung
- Ein Handschuh von Björnstjerne Björnson, 15. Dezember 1889, deutsche Erstaufführung
- Die Macht der Finsternis von Lew Tolstoi, 26. Januar 1890, deutsche Erstaufführung (?)
- Das vierte Gebot von Ludwig Anzengruber, 2. März 1890
- Die Familie Selicke von Arno Holz und Johannes Schlaf, 7. April 1890, Uraufführung[9]
- Auf dem Heimweg von Alexander Kjelland, 7. April 1890, deutsche Erstaufführung[10]
- Von Gottes Gnaden von Arthur Fitger, 4. Mai 1890, Uraufführung (?)
- Das Friedensfest von Gerhart Hauptmann, 1. Juni 1890, Ostendtheater, mit Emanuel Reicher, Josef Kainz, Uraufführung

### 1890–1893
Seit Herbst 1890 war Cord Hachmann der Regisseur, die Gesamtleitung hatte weiter Otto Brahm. Gespielt wurde im Residenztheater.
- Der Vater von August Strindberg, 12. Oktober 1890, deutsche Erstaufführung[11]
- Angèle von Otto Erich Hartleben, 30. November 1890, Uraufführung[12]
- Ohne Liebe von Marie von Ebner-Eschenbach, 30. November 1890, Uraufführung[13]
- Einsame Menschen von Gerhart Hauptmann, 11. Januar 1891, mit Emanuel Reicher, Uraufführung
- Die Raben von Henry Becque, 15. Februar 1891, deutsche Erstaufführung
- Doppelselbstmord von Ludwig Anzengruber, 15. März 1891
- Thérèse Raquin von Émile Zola, 3. Mai 1891
- Comtesse Julie von August Strindberg, 3. April 1892, mit Rosa Bertens, Emanuel Reicher, Sophie Pagay, erste Aufführung in einem Theater, deutsche Erstaufführung[14]
- Die Weber von Gerhart Hauptmann, 26. Februar 1893, Neues Theater, mit Hermann Nissen, Rudolf Rittner, Rosa Bertens, Uraufführung
- Dämmerung von Else Bernstein (Ernst Rosmer), 30. März 1893

### 1895–1909
1895 übernahm Paul Schlenther die Gesamtleitung, 1899 Gustav Landauer. 1909 gab es die letzte Vorstellung, noch einmal unter der Regie von Otto Brahm.
- Die Mütter von Leo Hirschfeld, 12. Mai 1895
- Grete's Glück von Emilie Mataja (Emil Marriot), 11. April 1897
- Am Ende von Marie von Ebner-Eschenbach, 11. April 1897
- Madonna Dianora von Hugo von Hofmannsthal, 15. Mai 1898
- Vor Sonnenaufgang von Gerhart Hauptmann, 30. November 1909, Lessingtheater, mit Emanuel Reicher, Oscar Sauer, letzte Vorstellung der Freien Bühne[15]

## Persönlichkeiten
Gründungsmitglieder
- Theodor Wolff, Initiator, trat im Juni 1889 wieder aus
- Maximilian Harden. Initiator, trat im Juni 1889 wieder aus
- Otto Brahm, Vorsitzender 1889–1893
- Paul Schlenther, Vorsitzender 1894–1898
- Paul Jonas, Rechtsbeistand 1889–?
- Samuel Fischer, Schatzmeister 1889–?
- Julius Hart
- Heinrich Hart
- Julius Stettenheim
- W. Stockhausen, Theateragent, trat im Juni 1889 wieder aus[16][17]

Weitere Mitglieder
- Ludwig Fulda, ordentliches Mitglied seit Sommer 1889, Leiter 1898–1901 (oder 1909?)
- Fritz Mauthner, ordentliches Mitglied seit Sommer 1889
- Gerhart Hauptmann, ordentliches Mitglied seit 1889
- Julius Elias, Mitglied seit 1892 ?[18]